# Chiaki Ishii
Chiaki Ishii (Ashikaga, 1 de octubre de 1941) es un deportista brasileño que compitió en judo.
Participó en los Juegos Olímpicos de Múnich 1972, obteniendo una medalla de bronce en la categoría de –93 kg. Ganó una medalla de bronce en el Campeonato Mundial de Judo de 1971 y cuatro medallas de oro en el Campeonato Panamericano de Judo en los años 1970 y 1972.

## Palmarés internacional
| Juegos Olímpicos        | Juegos Olímpicos         | Juegos Olímpicos  | Juegos Olímpicos |
| Año                     | Lugar                    | Medalla           | Categoría        |
| ----------------------- | ------------------------ | ----------------- | ---------------- |
| 1972                    | Múnich (RFA)             | Medalla de bronce | –93 kg           |
| Campeonato Mundial      |                          |                   |                  |
| Año                     | Lugar                    | Medalla           | Categoría        |
| 1971                    | Ludwigshafen (RFA)       | Medalla de bronce | –93 kg           |
| Campeonato Panamericano |                          |                   |                  |
| Año                     | Lugar                    | Medalla           | Categoría        |
| 1970                    | Londrina (Brasil)        | Medalla de oro    | –93 kg           |
| 1970                    | Londrina (Brasil)        | Medalla de oro    | Abierta          |
| 1972                    | Buenos Aires (Argentina) | Medalla de oro    | –93 kg           |
| 1972                    | Buenos Aires (Argentina) | Medalla de oro    | Abierta          |